# Campionati mondiali di nuoto 1998 - 5 km in acque libere maschile
La gara di 5 km in acque libere maschile è stata disputata il 6 gennaio 1998 nell'oceano antistante Perth. Vi hanno preso parte 26 atleti.

## Risultati
| Pos. | Atleta              | Nazionalità       | Tempo     |
| ---- | ------------------- | ----------------- | --------- |
| 1    | Aleksey Akatyev     | Russia            | 55'18"6   |
| 2    | Ky Hurst            | Australia         | 55'24"9   |
| 3    | Luca Baldini        | Italia            | 55'37"4   |
| 4    | Yevgeny Bezruchenko | Russia            | 55'41"4   |
| 5    | David Meca          | Spagna            | 55'42"7   |
| 6    | Fabio Venturini     | Italia            | 55'54"7   |
| 7    | Igor Majcen         | Slovenia          | 55'55"9   |
| 8    | John Flanagan       | Stati Uniti       | 55'57"3   |
| 9    | Carl Gordon         | Nuova Zelanda     | 56'06"6   |
| 10   | Dave Bates          | Australia         | 56'08"3   |
| 11   | Serghei Mariniuc    | Moldavia          | 56'09"5   |
| 12   | Sebastian Wiese     | Germania          | 56'22"5   |
| 13   | Stephane Lecat      | Francia           | 56'37"0   |
| 13   | Christof Wandratsch | Germania          | 56'37"0   |
| 15   | Austin Ramirez      | Stati Uniti       | 56'51"4   |
| 16   | Nace Majcen         | Slovenia          | 57'01"1   |
| 17   | Alexandre Angelotti | Brasile           | 57'25"7   |
| 18   | Gareth Fowler       | Sudafrica         | 58'32"2   |
| 19   | Manuel Colmenares   | Venezuela         | 58'33"6   |
| 20   | Ryan Coom           | Nuova Zelanda     | 58'36"0   |
| 21   | Simon Chocron       | Venezuela         | 58'50"8   |
| 22   | Alberto Morejón     | Cuba              | 1h02'12"2 |
| 23   | Trpimir Kutle       | Croazia           | 1h02'13"3 |
| 24   | Takashi Sugisawa    | Giappone          | 1h02'15"5 |
| 25   | Norbert Csendes     | Ungheria          | 1h02'49"5 |
| 26   | Anse Henry          | Antigua e Barbuda | 1h39'49"2 |